# Otto Smith (samlare)
Lars Otto Smith, född 29 januari 1864 i Stockholm, död 27 maj 1935 i Karlshamn, var en svensk affärsman och samlare.
Otto Smith var son till Lars Olsson Smith. Efter mogenhetsexamen 1881 studerade Smith nationalekonomi i Uppsala, Leipzig och Tübingen, där han blev filosofie doktor 1886. Han inträdde därefter som ledare för faderns affärsverksamhet, särskilt Carlshamns spritförädlings AB, där han efter att ha utmanövrerat fadern var VD 1890–1895. 1893 ombyggdes fabriken till råsockerbruk. Sedan rörelsen stabiliserats och 1907 avvecklats, ägnade sig Smith främst åt samlarverksamhet på olika områden, vilken fick stora dimensioner och genom Smiths gåvor till offentliga institutioner blev av bestående värde. 1911 förvärvade han delar av Per Hierta på Främmestads bibliotek, varav han skänkte inkunablerna (283 stycken) till Kungliga Biblioteket. I samband härmed tog han initiativet till och bekostade till stor del en katalog över Kungliga Bibliotekets totala inkunabelbestånd (1914). Även en samling sällsynta 1500-talstryck donerade Smith till samma bibliotek 1921. Smith var därutöver mycket intresserad av mynt. 1929 skänkte han till Kungliga myntkabinettet sin mycket värdefulla samling av antika mynt (en katalog av dessa utgavs av Thore Gustaf Appelgren under titeln Doktor Otto Smiths Münzensammlung im Kgl. Münzkabinett, Stockholm 1931). Donationen grekiska del (457 mynt) utgör det kvalitativt främsta inslaget i Kungliga myntkabinettets grekiska serier. Under den senare delen av livet ägnade sig Smith åt egyptologi. Han samlingar på detta område skänktes delvis till Egyptiska museet i Stockholm. Till Lunds universitet lämnade han en fond, Dr. Otto Smiths fond för blekingsk hembygdsforskning. Otto Smith blev 1925 hedersledamot av Vitterhetsakademien.